# Sjöholmsgölen, Småland
Sjöholmsgölen är en sjö i Vetlanda kommun i Småland och ingår i Emåns huvudavrinningsområde.